# Victoria Falls (Simbabwe)

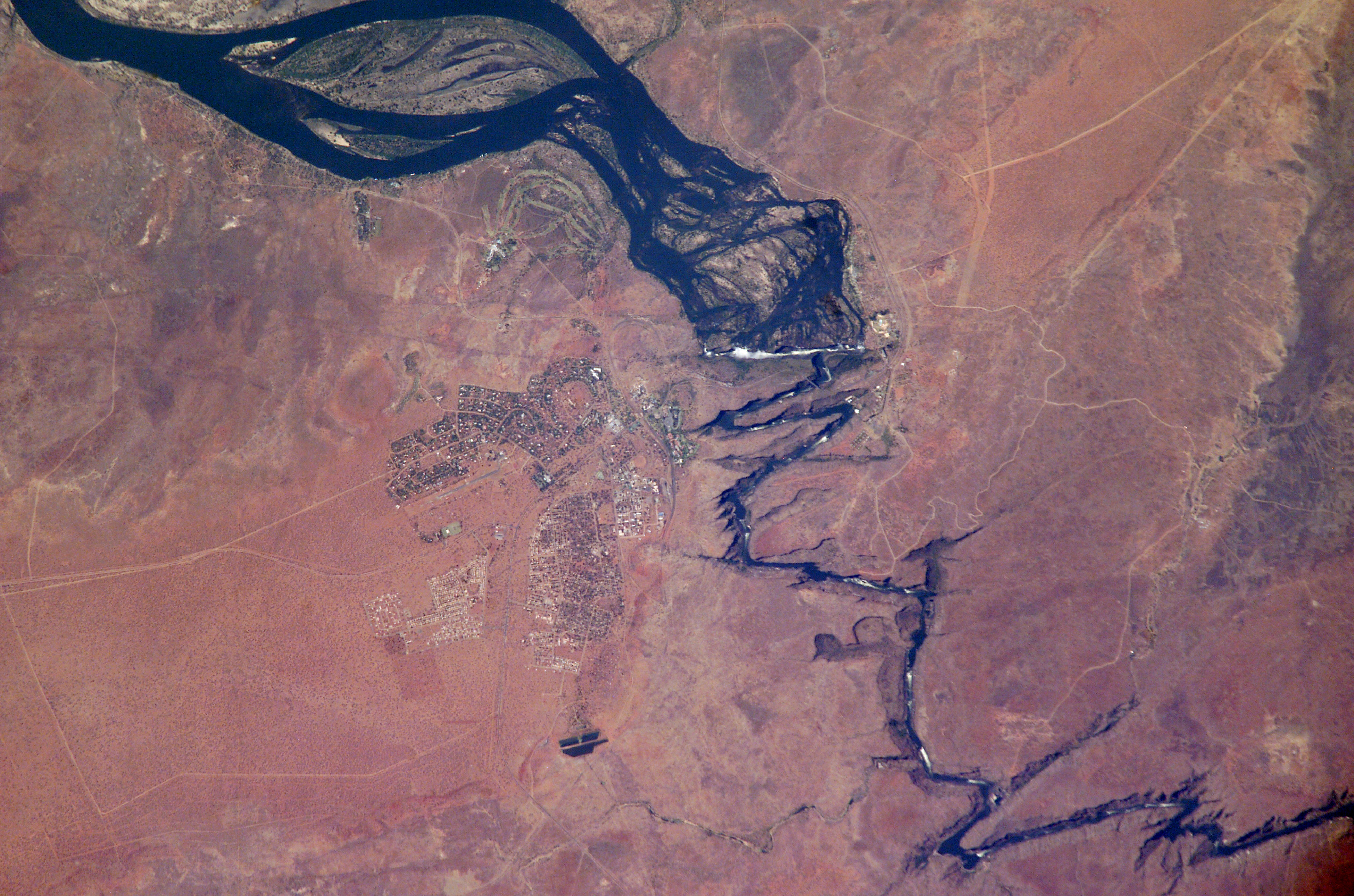
Satellitenbild des Sambesi mit den Victoriafällen (rechte Bildmitte) und der Stadt Victoria Falls (linke Bildmitte)

Victoria Falls ist eine Grenzstadt im Westen von Simbabwe. Sie liegt in der Provinz Matabeleland North auf rund 1200 Metern über dem Meeresspiegel. Zusammen mit ihrem Umland stellt sie einen der Urbanen Distrikte Simbabwes mit 35.215 Einwohnern (2022) und einer Fläche von knapp 28 km².

## Geographie
Victoria Falls liegt am Südufer des Sambesi in der Nähe der namensgebenden Victoriafälle. Auf dem Nordufer, das zu Sambia gehört, liegt die Stadt Livingstone. Beide Orte sind durch eine Straßen- und Eisenbahnbrücke verbunden, die die 100 Meter tiefe Schlucht des Sambesi östlich der Victoriafälle und damit die Grenze zwischen Simbabwe und Sambia überspannt. Sie lebt hauptsächlich vom Tourismus mit den Schwerpunkten Kolonialnostalgie und Abenteuertourismus. Der Urbane Distrikt ist in 11 Wards aufgeteilt.

## Geschichte
Die Stadt verdankt ihre Gründung indirekt den Forschungen des schottischen Missionars David Livingstone, nach dem die Stadt auf der sambischen Seite der Victoriafälle benannt ist. Unter dem sogenannten Big Tree gegenüber von Princess Victoria Island soll er 1855 Rast gemacht haben, einem großen Baobab, von dem aus man damals den Fluss überquerte. Erst mit Cecil Rhodes’ Eisenbahnprojekt entwickelte sich zu Anfang des 20. Jahrhunderts die Siedlung Victoria Falls (siehe auch: Schienenverkehr in Simbabwe). Das erste Victoria Falls Hotel wurde 1904 eröffnet und später zu einem Luxushotel ausgebaut. Vor dem Ersten Weltkrieg verkehrte zeitweise mit dem Zambesi Express ein Luxuszug für wohlhabende Besucher und Gäste nach Victoria Falls. Erst in den 1960er-Jahren entwickelte sich die Stadt zu einem bedeutenden Tourismuszentrum.
Aufgrund ihrer relativ isolierten Lage im äußersten westlichen Zipfel Simbabwes wurde die Stadt von den politischen und ökonomischen Unruhen sowie von der Kleinkriminalität kaum berührt, die sich mit der zunehmenden Verarmung des Landes ausbreitet.

## Wirtschaft
Die Stadt lebt überwiegend vom Tourismus. Touristisch interessant sind die Victoriafälle selbst, die höchsten Wasserfälle Afrikas und UNESCO-Weltnaturerbe, sowie die nahegelegenen Nationalparks, unter anderem der Nationalpark Victoriafälle in Simbabwe und der Mosi-oa-Tunya-Nationalpark auf der sambischen Seite. Angeboten werden verschiedene Arten des Bungeespringens von der Eisenbahnbrücke, Wildwasserrafting (etwa in der Batoka-Schlucht), Rundflüge, Safaritouren in die umliegenden Nationalparks sowie Großwildjagden. Außerdem gibt es einen Golfplatz und ein Kasino.
Im Stadtzentrum gibt es einen großen Supermarkt und ein Fast-Food-Restaurant, um das herum sich die Tourismus-Anbieter gruppiert haben. Die meisten Unterkünfte stehen weniger als drei Kilometer von der Stadt und den Wasserfällen entfernt.

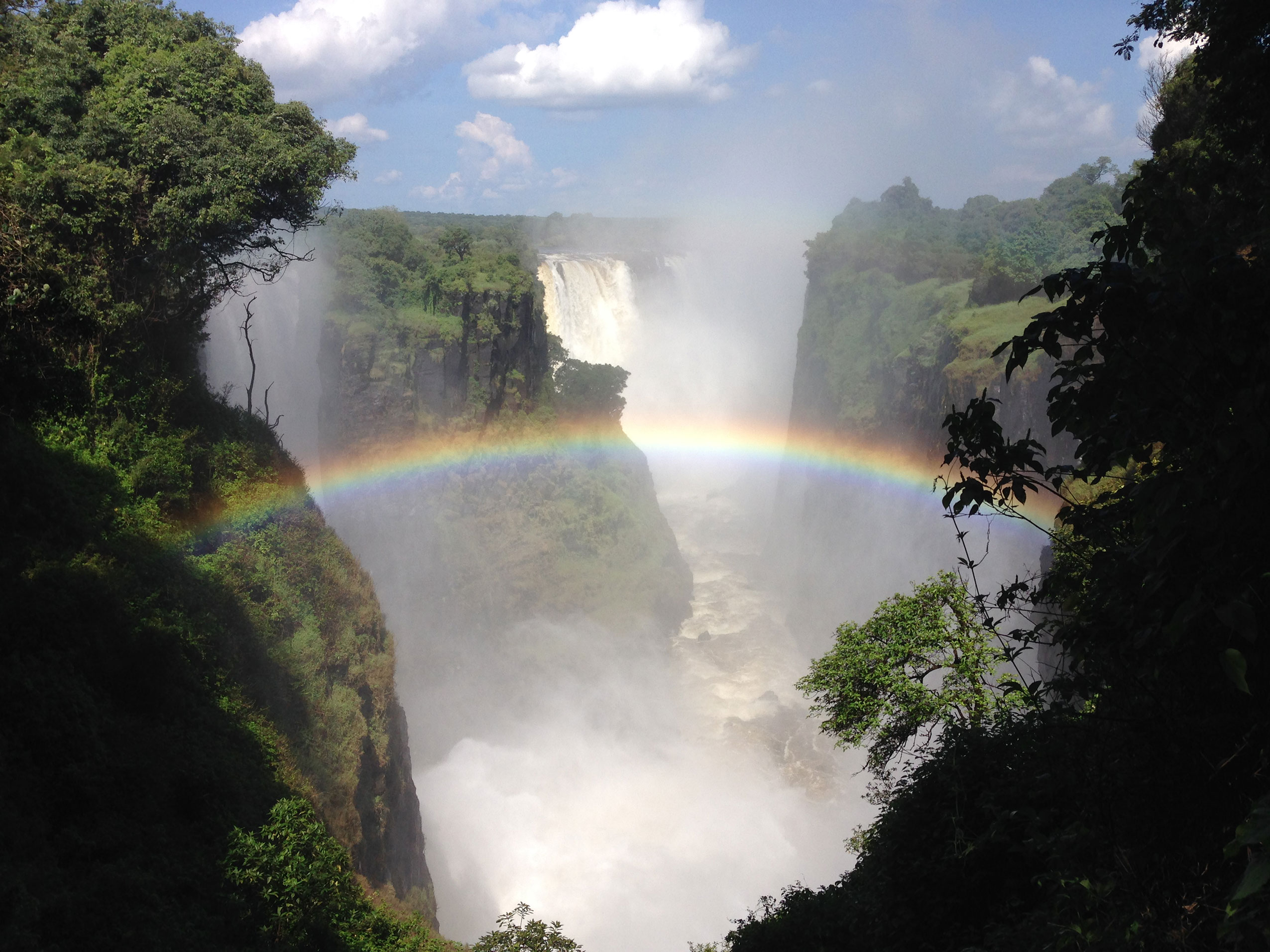
Die Viktoriafälle von Victoria Falls aus
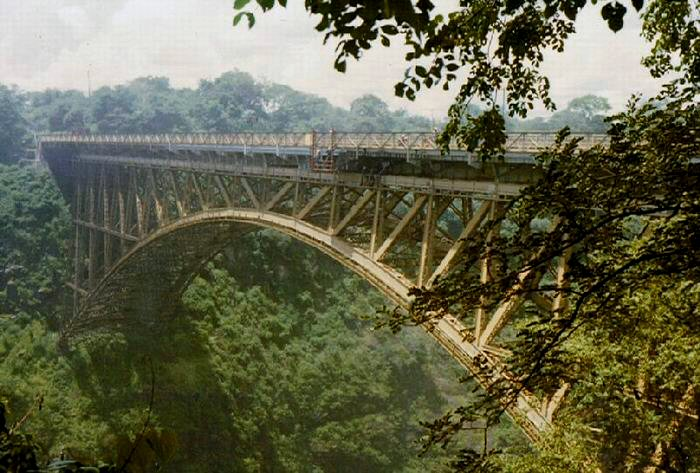
Eisenbahnbrücke über den Sambesi (1975)
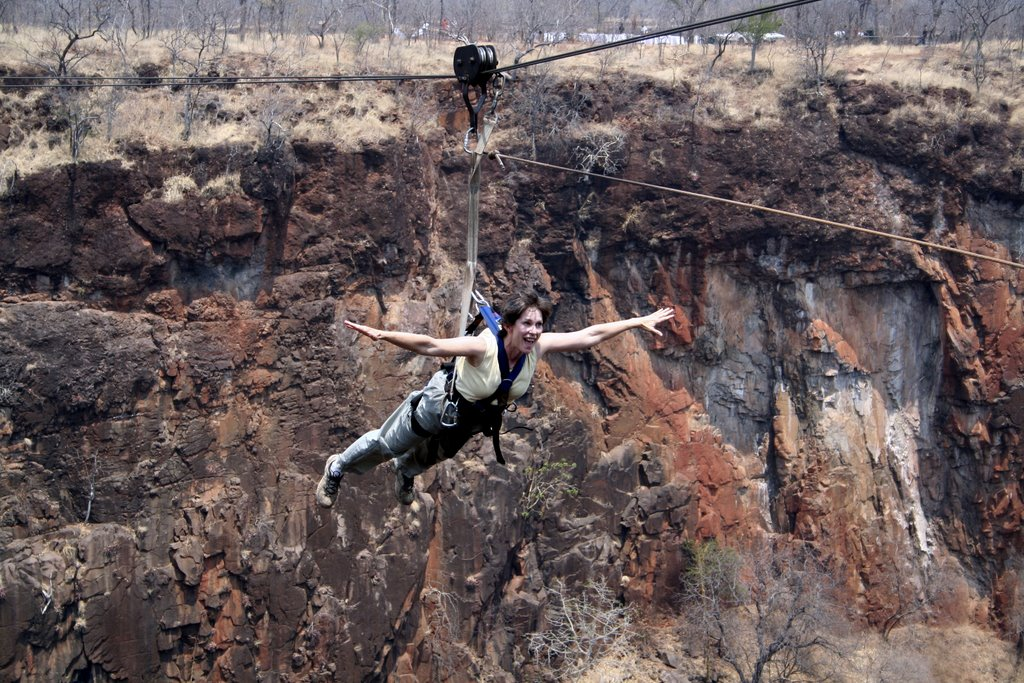
Touristenattraktion über dem Sambesi
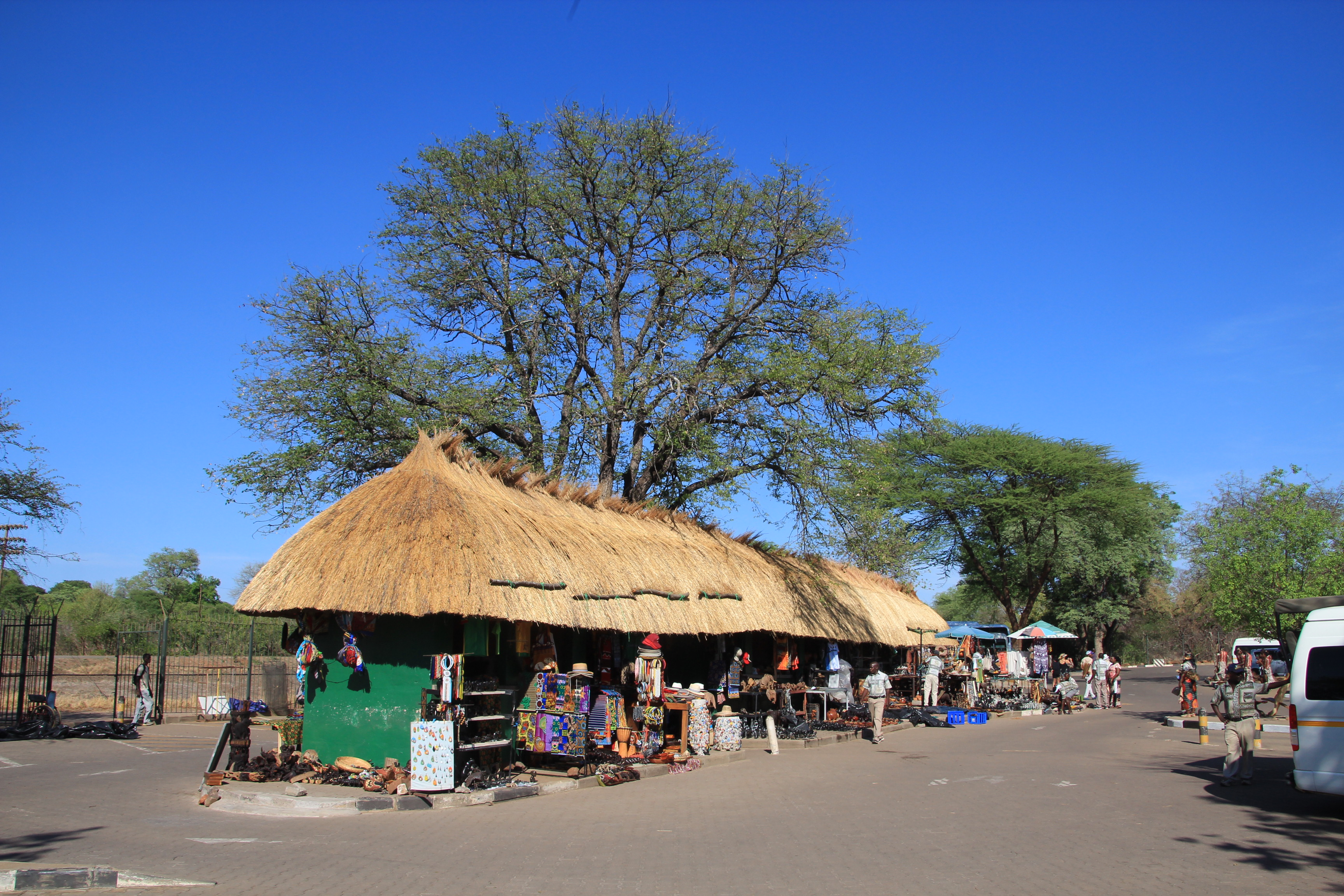
Souvenirläden beim Eingang zu den Wasserfällen
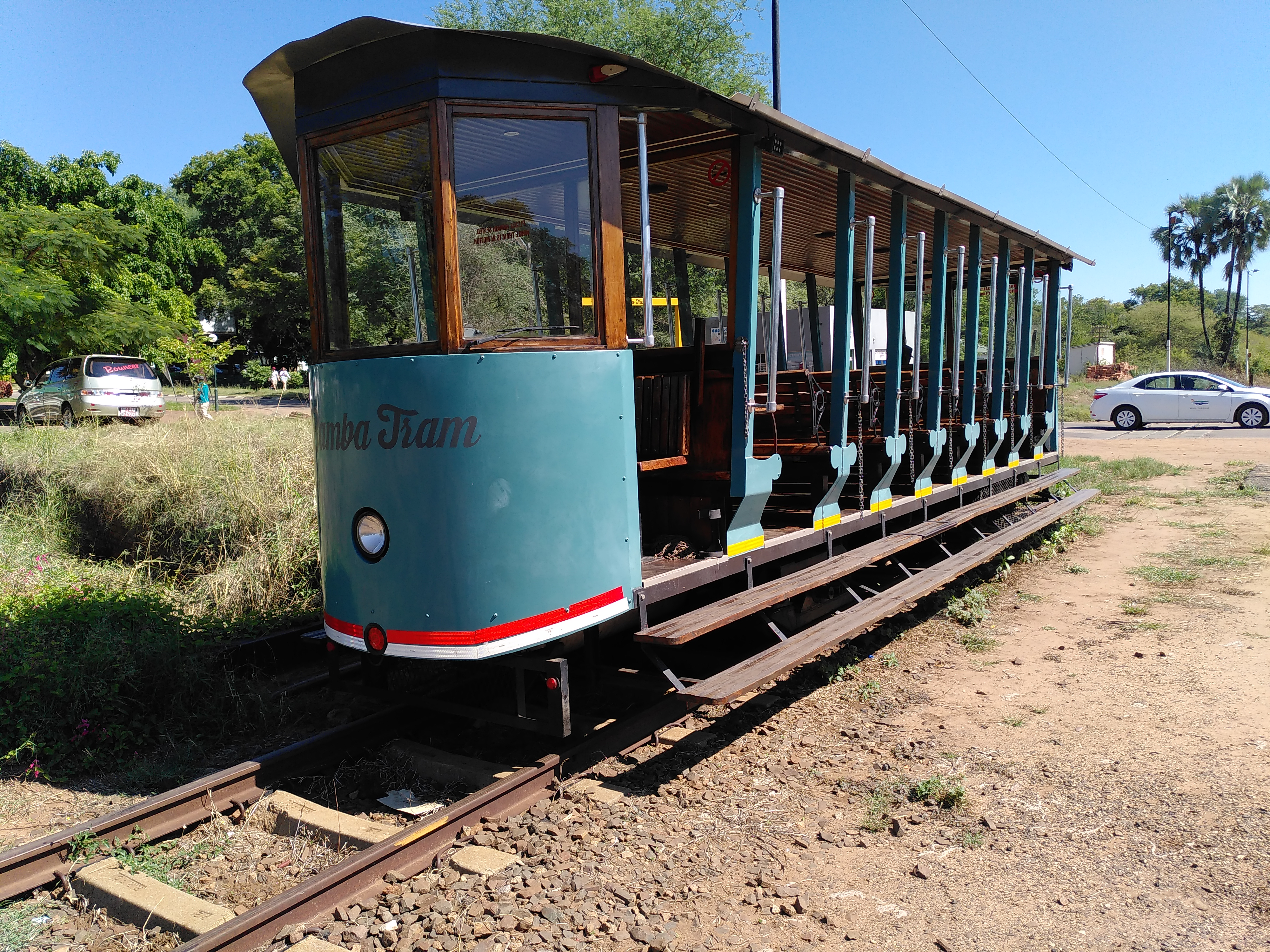
Tram in der Stadt am Bahnhof (in Betrieb 2024)

Neben dem Tourismus spielt der Einzelhandels- und Leichtindustriesektor eine Rolle. Ebenso ist das Transportwesen ein wichtiger Bereich für die Stadt, der durch die Nähe zu den Nachbarländern auch international geprägt ist.

## Infrastruktur

### Verkehr
Die Stadt verfügt über 155 km Straße, von denen 94 asphaltiert sind. Der Livingstone Way ist die Hauptstraße Victoria Falls’. Sie führt auf der einen Seite nach Bulawayo, auf der anderen über die Eisenbahnbrücke nach Livingstone in Sambia. Der Flughafen Victoria Falls liegt 18 Kilometer südlich der Stadt. Mit einer 4000 Meter langen Landebahn ist er auf internationalen Flugverkehr mit Großraum-Flugzeugen eingestellt. Fünf Mal pro Woche besteht eine Nachtverbindung mit der Eisenbahn nach Bulawayo. Allerdings ist zur Zeit (2024) der gesamte Personenzugverkehr in Simbabwe eingestellt.

### Bildung
In der Stadt gibt es 9 Grundschulen und 6 Weiterführende Schulen. Zudem gibt es eine Berufsschule.

### Medizin
Victoria Falls hat ein Krankenhaus und 2 Ambulanzen. Darüber hinaus gibt es 5 private medizinische Einrichtungen.

## Fauna

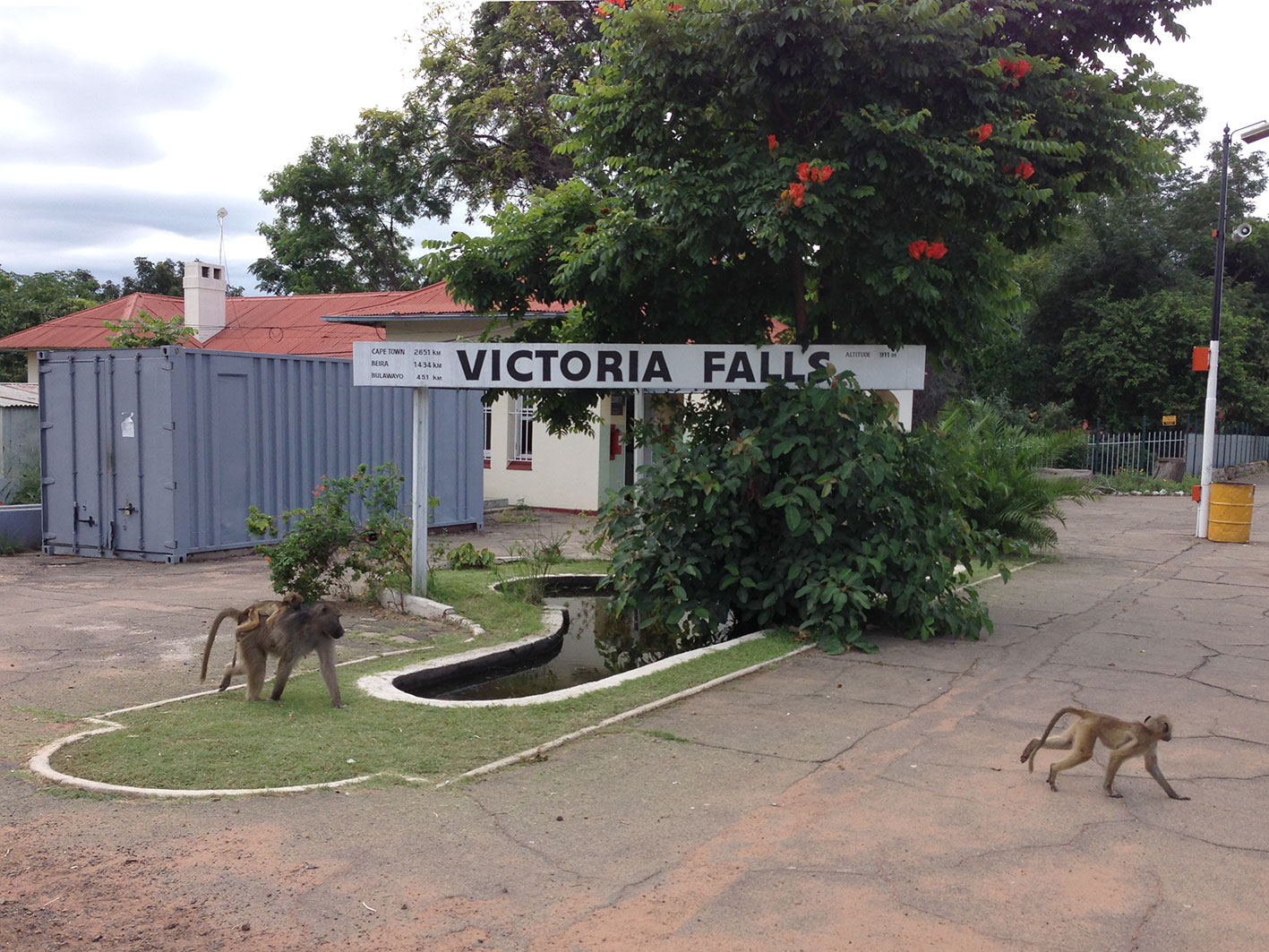
Paviane am Bahnhof

Gelegentlich kommen Horden von Affen, etwa Paviane, und Wildschweine in die Stadt. In der winterlichen Trockenzeit kommt es vor, dass Elefanten sich an Obstgärten und Springbrunnen zu schaffen machen.

## Bevölkerungsentwicklung
Die Bevölkerungsentwicklung seit 1982.
| Jahr          | Einwohner |
| ------------- | --------- |
| 1982 (Zensus) | 8126      |
| 1992 (Zensus) | 16.826    |
| 2002 (Zensus) | 31.519    |
| 2012 (Zensus) | 33.660    |
| 2022 (Zensus) | 35.215    |